# رايموند كين
رايموند كين (بالإنجليزية: Raymond Keene)‏ هو لاعب شطرنج بريطاني، ولد في 29 يناير 1948 في لندن في المملكة المتحدة.

## وصلات خارجية
- رايموند كين على موقع الاتحاد الدولي للشطرنج (الإنجليزية)
- رايموند كين على موقع مباريات الشطرنج (الإنجليزية)
- رايموند كين على موقع 365Chess.com (الإنجليزية)
- رايموند كين على موقع Chesstempo.com (الإنجليزية)
- رايموند كين على موقع الاتحاد الأمريكي للشطرنج (الإنجليزية)
- رايموند كين سجل أولمبياد الشطرنج على موقع OlimpBase.org (الإنجليزية)